# Ojo de Agua, Campeche
Ojo de Agua är en ort i Mexiko.   Den ligger i kommunen Carmen och delstaten Campeche, i den sydöstra delen av landet, 800 km öster om huvudstaden Mexico City. Ojo de Agua ligger 18 meter över havet och antalet invånare är 311.
Terrängen runt Ojo de Agua är platt. Runt Ojo de Agua är det glesbefolkat, med 11 invånare per kvadratkilometer. Närmaste större samhälle är Nueva Chontalpa, 19,9 km nordost om Ojo de Agua. Trakten runt Ojo de Agua består till största delen av jordbruksmark.